# Anton Möller

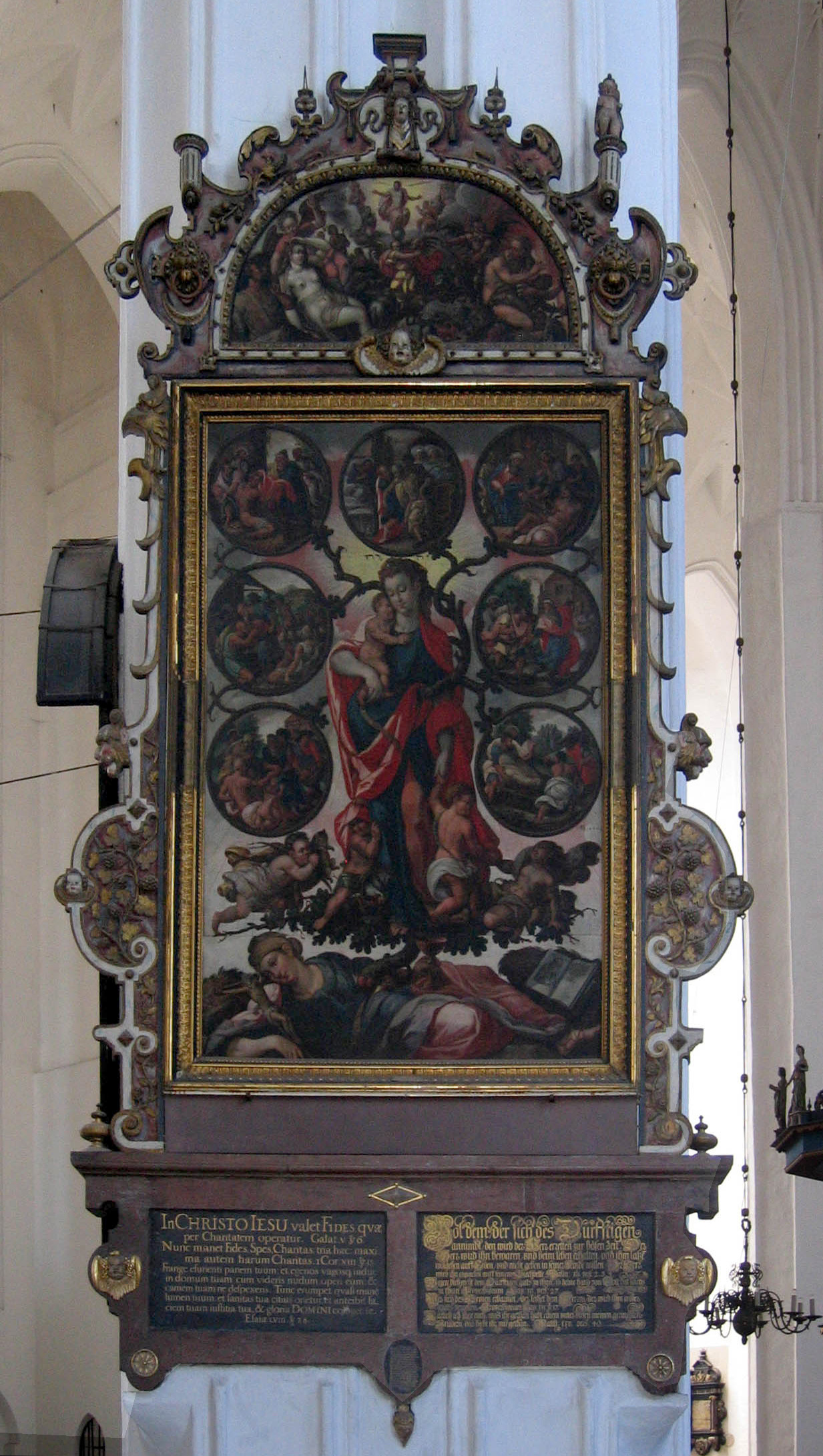
Almosentafel (1607) in der Danziger Marienkirche

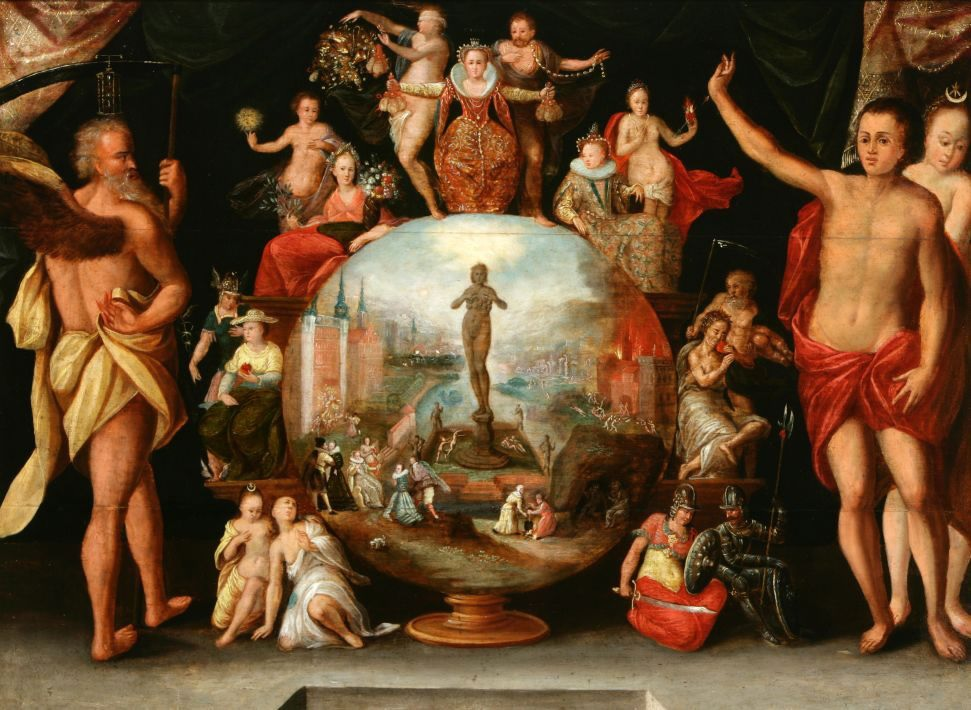
Modell der Welt und der Danziger Gesellschaft Nationalmuseum (Posen)

Anton Möller (* um 1563 in Königsberg; † Januar 1611 in Danzig) war ein deutscher Maler in Danzig, der vor allem durch allegorische, historische und biblische Bilder sowie Porträts bekannt geworden ist. Er wird auch als „Der Maler von Danzig“ bezeichnet (wegen der Darstellung von Danzigs Stadtbild im Hintergrund vieler seiner Gemälde) oder als „Der preußische Pieter Brueghel“ (wegen seiner „bäuerlichen“ Motive). Anton Möller ist der erste ostpreußische Maler von Bedeutung.

## Leben
Anton Möller wurde als ältestes von fünf Kindern des Hofwundarztes und Hofbarbiers des Herzogs Albrechts von Preußen, Anton Möller (? – 1575), und seiner Ehefrau, Ursula Harmann (Hermens), geboren. Am 29. Dezember 1577 heiratete die zwischenzeitlich verwitwete Ursula Harmann den Wundarzt und Barbier Johann Weger. Aus dieser zweiten Ehe gingen ebenfalls fünf Kinder hervor. 1594 verstarb sie und wurde am 22. Dezember 1594 beerdigt.
Möller begann 15-jährig (am 22. April 1578) seine siebenjährige Lehre in Prag am Hof von Rudolf II. von Habsburg bei einem für den Kaiser tätigen Maler. In dieser Zeit kopierte er häufig Werke Albrecht Dürers, darunter sämtliche 36 Blätter der „Kleinen Passion“ (Holzschnitte). Aus seiner Lehrzeit stammt auch die Ölstudie Maria mit dem Jesuskind und dem kleinen Johannes (nach dem Original des Johann von Achen).
Aufgrund verschiedener Archivmaterialien sowie stilistischer Merkmale in seinen späteren Werken wird angenommen, dass Möller zwischen 1585 und 1587 Italien (vor allem Venedig) und auf seiner Rückreise auch Holland (vor allem Antwerpen und Amsterdam) bereist hatte. Auf dieser Reise lernte er die Werke Giorgiones, der Familie Tintoretto und Palma Vecchios kennen. Ab 1587 war Danzig sein ständiger Lebens- und Wirkungsort. Am Danziger Neugarten richtete er sein Atelier ein.
Nach der Rückkehr von seiner Studienreise heiratete Möller eine Danziger Bürgerin mit Namen Barbara. 1592 wurde der Sohn Anton geboren, der in der St. Marien-Kirche zu Danzig getauft wurde und den Vornamen seines Vaters und Großvaters erhielt. 1596 wurde die Tochter Ursula geboren. 1599 folgte ein drittes Kind, das am 20. Juni getauft wurde. Noch im Mädchenalter verstarb seine Schwester Barbara, die seinerzeit ihrem Bruder für eine „Auferstehende“ seines Königsberger Weltgericht-Altars in der Steindammer Kirche Modell gestanden hatte.
Während der Fertigstellung des Flügelaltars der Katharinenkirche in Danzig verstarb Möller im Alter von nur 48 Jahren. Seine Grabstätte befindet sich in der Trinitatiskirche in Danzig.

## Werk

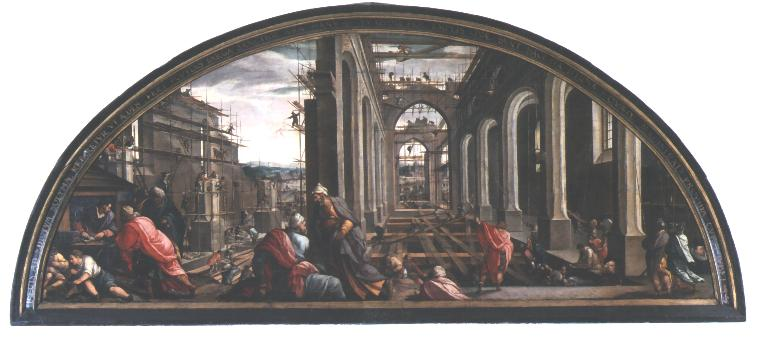
Die Errichtung des Tempels, 1602, früher im Rechtstädtischen Rathaus, jetzt im Nationalmuseum (Danzig)

Möller schuf vor allem Decken-, Wand- und Tafel-Gemälde für Rathäuser, Kirchen und Museen sowie Porträts für private Auftraggeber, ferner Kupferstiche, Holzschnitte, Feder- und Tuschzeichnungen. Sein Danzig-Konterfei ging als Geschenk der Danziger an die befreundete Handelsstadt Venedig. Während seiner Hauptschaffenszeit entstanden u. a. in Danzig das Wand- und Tafelgemälde „Jüngstes Gericht“ für den Artushof, die „Almosen-Tafel“ für die Marienkirche und ein Flügelaltar sowie ein Epitaph (Jüngstes Gericht) für Jacob Schmidt für die Katharinenkirche in Danzig. Für Königsberg schuf er mehrere Epitaphe im Dom und den Flügelaltar in der Steindammer Kirche, außerdem mehrere Porträts von bekannten Persönlichkeiten sowie religiöse und historische Allegorien.

## Einzelne Werke (in Auswahl) und deren Verbleib
- Triptychon, 1585–1587, für den Hochaltar der Steindammer Kirche: Jüngstes Gericht (Mittelbild), Auferstehung (lk. Flügel) und Höllensturz (re. Flügel), Predella: „Abendmahl Jesu“, Rückseite: „Kreuzigung“ (Mittelbild), flankiert von den 6 Werken der Barmherzigkeit (grau in grau). Im Zweiten Weltkrieg (1943) wurde er in die Kirche von Schönbruch ausgelagert, dann 1944 mit unbekannten Ziel abgeholt und gilt seitdem als verschollen.
- Hochaltar des Königsberger Doms (Triptychon) mit 4 Gemälden („Sündenfall“, „Taufe des Hl. Johannes“, „Abendmahl“ und „Kreuzigung“); sie galten seinerzeit als die schönsten Bilder in diesem Gotteshaus.
- Hochaltar (Triptychon, 1601) mit den Gemälden „Kreuzigung“, „Abendmahl“ und „Jüngstes Gericht“ (heute, 2016, im Nationalmuseum in Danzig);
- 4 Rundbilder (1. „Ankündigung der Geburt Jesu“, 2. „Geburt Jesu“, 3. „Ecco Homo - siehe, der Mensch -“ (Christus mit Dornenkrone), 4. „Christus erscheint Magdalena als Gärtner“, seinerzeit in der Königsberger Schloßkirche über den äußeren Türen sowie über denen des großen Mittelraumes im Innern der „Königlichen Loge“.)
- Hofgesellschaft mit der Burg Christburg im Hintergrund (1587), Zeichnung, Verbleib unbekannt.
- Die Verleumdung des Apelles (1588), Öl auf Leinwand, Artushof, im Zweiten Weltkrieg zerstört.
- Von ehemals fünf „Gerechtigkeitsbildern“ (1588) sind vier im Nationalmuseum Danzig erhalten:
  - Allegorie der Gerechtigkeit.
  - Allegorie des ungerechten Richters.
  - Allegorie der Huldigung.
  - Allegorie der Gesetzgebung.
  - (Allegorie Jüngstes Gericht, das fünfte, war 1807 bei der franz. Belagerung durch eine Granate stark beschädigt worden).
- Allegorie IN MORS ULTIMA LINEA RERUM (Der Tod steht am Ende aller Dinge) (1589), Museum Danzig.
- Zwölf Apostel (1590), Bildreihe, große Leinwandgemälde in Hochformat für die Pfarrkirche in Pienonskowo (Pieniążkowo) bei Mewe (Westpreußen). Bei einer Renovation dieser Kirche wurden alle Apostel-Gemälde vom Pfarrer Lessnau an den Kunstmaler Janowski nach Neuenburg verkauft. Im Jahre 1883 wurden vier Bilder dieser Serie dem Domherrn Friedrich Hundsdorf in Pelplin übereignet, sie befinden sich heute im Diözesanmuseum Pelplin. Die übrigen gelangten zur Versteigerung, wovon fünf Bilder vom Danziger Stadtmuseum erworben wurden, wo sie sich bis heute befinden. Der Verbleib der restlichen drei Bilder ist unbekannt.
- Omnium statuum foeminei sexus ornatus, & usitati habitus Gedanenses, ob oculos positi & dilvugati ab Antonio Moellero ibidem   pictore… – Der Danziger Frawen und Jungfrawen gebreuliche Zierheit und Tracht / so itziger zeit zu sehen / Durch Antonium Möllern / Maleern daselbst in Abconterfeyung gestelt. 1601 gedruckt zu Dantzigk / bey Jacobo Rhodo. Jacob Rhode, Danzig 1601.[4]
- Porträt einer jungen Danziger Patrizierin (1598), erhalten, Nationalmuseum Danzig.
- Jüngstes Gericht, (1600), Epitaph des Juristen Christoph Heilsberg, Königsberger Dom; Deckenmalerei.
- Triptychon: Modell der Welt und der Danziger Gesellschaft, Allegorie des Reichtums, um 1600, und Allegorie des Hochmuts (1600), erhalten, Nationalmuseum (Posen).
- Von ehemals vier Halbrundbildern (1601/1602) sind erhalten im Historischen Museum in Danzig (ein weiteres nur als Fragment):
  - Der Zinsgroschen (auf fünf miteinander verbundene Eichenbohlen gemalt, 5,20 m lang).
  - Die Versuchung Jesu.
  - Der Bau des Tempels.
- Jüngstes Gericht: Das Thema Jüngstes Gericht hat Möller insgesamt zwölfmal behandelt: auf dem Altarbild der Steindammer Kirche in Königsberg (1585–87); auf einer Tafel der fünf Gerechtigkeitsbilder (1588); in einer Vorstudie für den Artushof in Danzig (1595); auf einem Bild des Epitaphs (1595) für den Schöffen Jacob Schmidt in der Katharinenkirche in Danzig; auf einer Tafel im Artushof 1603 (1945 durch Brand zerstört, Rekonstruktion von K. Izdebski 2000); auf dem Altarbild (Triptychon) der Katharinenkirche in Danzig (1610–11); auf einem verlorengegangenen Bild im Königsberger Stadtgericht; auf dem Bild (1604) des Epitaphs von Georg von Pudewels, Königsberger Dom; auf dem Bild des Epitaphs von Christop Heilsberg (1600), Königsberger Dom; auf dem Bild (1597) des Epitaphs des Ratsherrn Wilhelm Plato und seiner Ehefrau Katharina, Königsberger Dom; auf dem Gemälde des Hochaltars des Königsberger Doms von 1591; auf dem Halbrundbild der Almosentafel (1607) oberhalb der allegorischen, klassischen sieben Werke der Barmherzigkeit in der Marienkirche zu Danzig;
- Bartolomäus Schachmann (Bürgermeister von Danzig), Porträt (1605), Gouache auf Paper, jetzt in der Polnischen Akademie der Wissenschaften, Abteilung Danzig.
- Almosentafel (1607), erhalten, Marienkirche zu Danzig.
- Allegorie des Kampfes des christlichen Tugendritters mit den Todsünden, Epitaph Wernsdorff, Königsberger Dom.
- Jugendliche Frau (1608), Kniestück, Königsberg.
- Drittes Gebot, eines von zehn Gemälden aus der Reihe „Die 10 Gebote“ (1602–1603), davon sind zwei verschollen und acht in der ehemaligen evangelischen Pfarrkirche in Praust erhalten und ausgestellt. Diese Bilderfolge war ursprünglich für die Artushof-Bank („Gerichtslaube“) in Danzig geschaffen worden. Bei einer späteren Erneuerung der Innenräume wurde sie entfernt. Der Danziger Bürgermeister Christian Schroeder soll diesen Gemälde-Zyklus 1681 der Kirche in Praust geschenkt haben.
- Meeresgöttin, Sammlung Friedrich Bassner, Zoppot.
- Weibliches Bildnis, Privatsammlung Graf Eulenburg.
- Christus am Kreuz, Mittelbild des Triptychons des Hochaltars der Katharinenkirche zu Danzig; heute im Nationalmuseum zu Danzig.

° Konterfei von Danzig, das Gemälde ging als Geschenk der Danziger an die befreundete Stadt Venedig, verschollen.